# AgustaWestland AW609
L'AgustaWestland AW609, in precedenza noto come Bell/Agusta BA609, è un convertiplano medio-leggero bimotore ad uso civile prodotto da Leonardo (in precedenza costruito dalla AgustaWestland, società poi confluita in Leonardo, nome assunto da Finmeccanica dal 2016).

## Caratteristiche

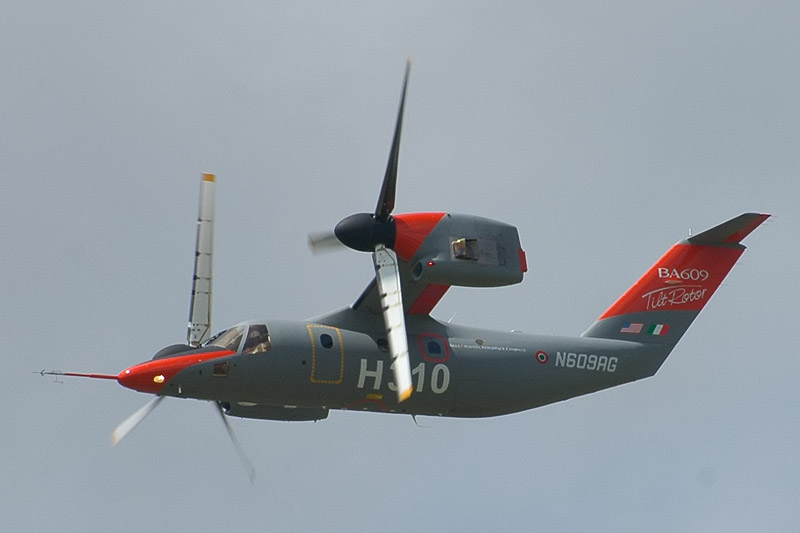
Bell-Agusta AW-609 ripreso a transizione in modalità aeroplano completata - (salone internazionale di le Bourget, Paris 2007)

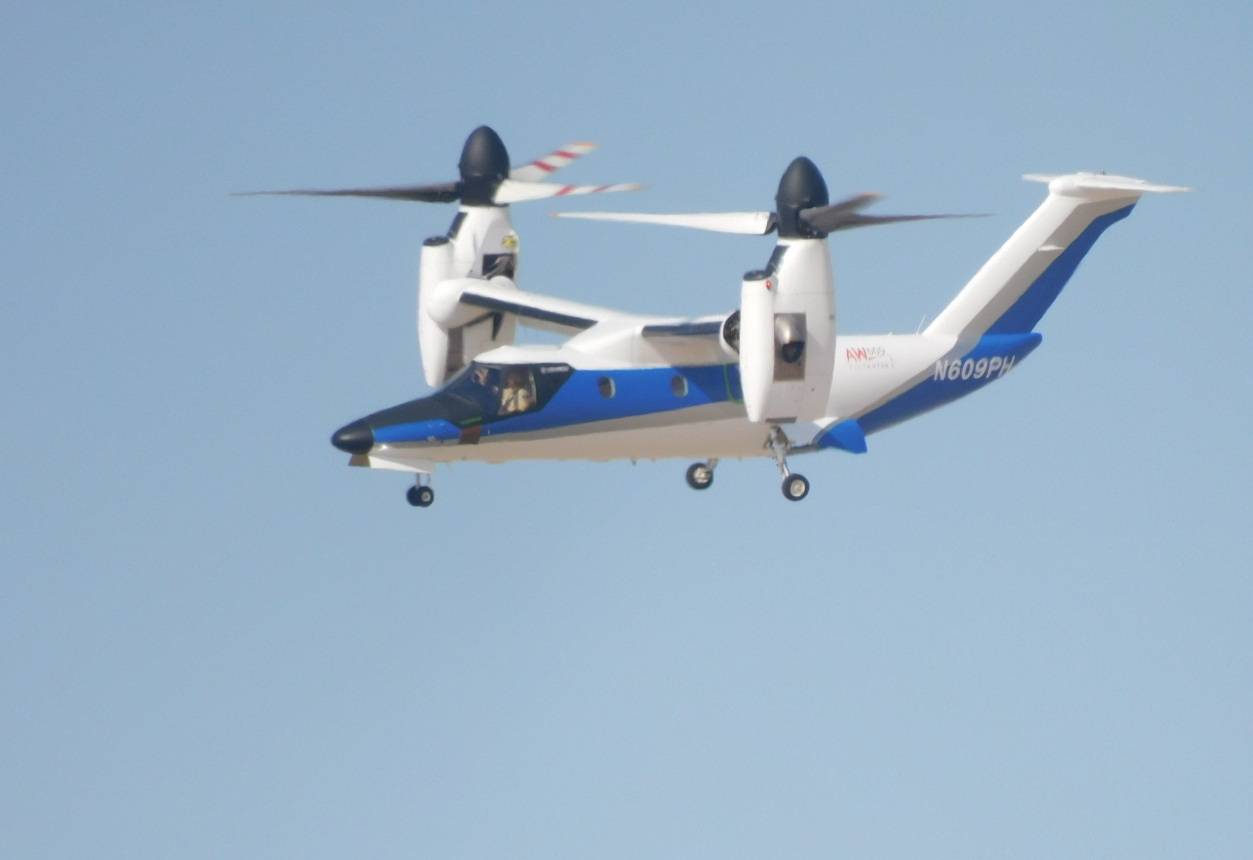
AW-609 al Dubai Air Show 2021

Questo velivolo è basato sulla tecnologia del ben più grande Bell V-22 Osprey e sulle esperienze della Bell con il velivolo sperimentale XV-15. I suoi motori basculanti lo rendono in grado di effettuare collegamenti da piazzole di atterraggio per elicottero o anche parcheggi, con la velocità di trasferimento di un aereo ad elica convenzionale. Il primo prototipo ha volato nel 2003 ed il primo volo è durato 36 minuti. Nel 2025 dovrebbe arrivare la certificazione della Federal Aviation Administration (l'ente federale statunitense per l'aviazione civile) sui 4 prototipi costruiti, e successivamente iniziare la produzione di serie.
Le fusoliere originariamente prodotte dalla giapponese Fuji Heavy Industries, verranno costruite da Leonardo Divisione Elicotteri nello stabilimento di Grottaglie (TA), mentre l'assemblaggio finale avverrà nello stabilimento Leonardo di North East Philadelphia, in Pennsylvania. Il velivolo ha già totalizzato 83 ordini da parte di 44 clienti in 23 paesi differenti.

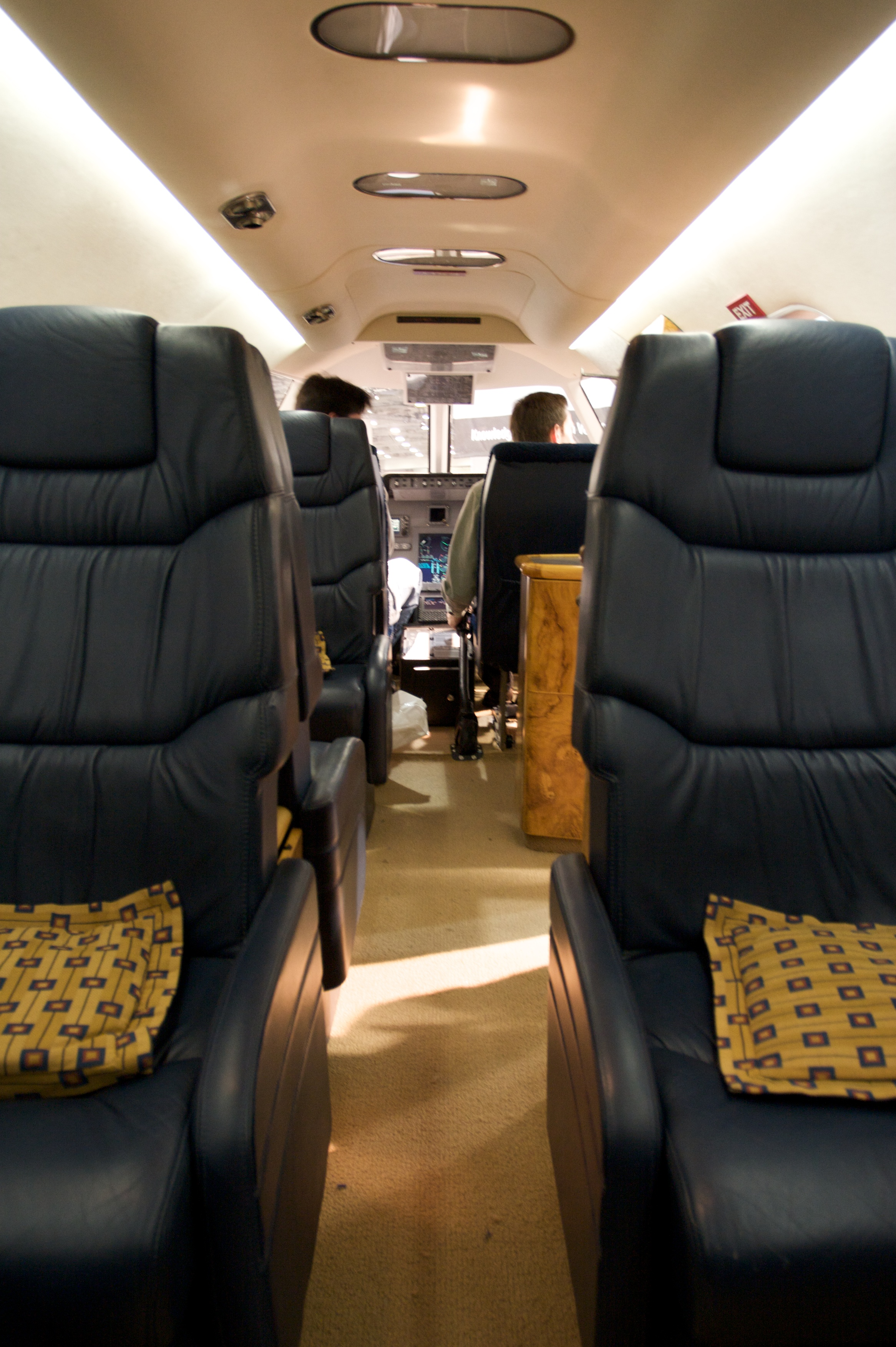
Interno

Il 21 settembre 2009, l'amministratore delegato della AgustaWestland, Giuseppe Orsi, ha dichiarato che la holding proprietaria Finmeccanica ha autorizzato l'acquisto della quota di partecipazione nel programma della Bell Helicopter con lo scopo di prenderne il controllo e accelerarlo. Nel 2011, è stato negoziato con la Bell il trasferimento di tecnologie in comune con il V-22.
Nel giugno 2011, la AgustaWestland ha assunto la piena proprietà del programma che stava accumulando ritardi e ha rinominato il velivolo con il nome "AW609". La Bell Helicopter manterrà comunque il ruolo di progettista e interessato alla certificazione.
I prototipi sono stati quattro: il primo N609TR (MSN 60001), il terzo N609PA (MSN 63003) ed il quarto N609PH (AC4/MSN 63004).
Il secondo prototipo N609AG (MSN 60002), invece, si schiantò il 30 ottobre 2015, vicino a Santhià, Vercelli, in Italia, durante le prime fasi dei test di volo.
Dal Dubai Airshow 2015 è arrivato un importante ordine per il convertiplano della casa anglo italiana: il Joint Aviation Command degli Emirati Arabi Uniti ha acquistato tre tiltrotor AW609 in configurazione SAR (Search and Rescue).
Il JAC sarà il launch customer dell'aeromobile in questa variante e riceverà i tre convertiplani acquistati a partire dal 2019 (l'affare comprende un'opzione per tre ulteriori AW609).
Il programma, in attesa della certificazione civile, è prossimo all’operatività e in piena fase di industrializzazione. È stato presentato a livello mondiale per la prima volta al Dubai Expo 2020 in occasione del lancio del nuovo brand Agusta.
Il 13 ottobre 2022 ha volato il primo esemplare di produzione in serie. Il velivolo, decollando dalla catena di montaggio finale statunitense di Agusta Westland a Filadelfia, ha testato, come previsto, sistemi e comportamento in volo.
Dal 3 al 12 aprile 2024, l'AW609 ha effettuato le prime prove di appontaggio su una portaerei, la Cavour della Marina Militare italiana. Durante le prove l'AW609 ha effettuato i primi test di appontaggio su un’unità navale, durante i quali ha svolto con successo le procedure di avvicinamento, atterraggio, stabilità sul ponte di volo e decollo.

## Versioni
Da trasporto passeggeri, per 6 o 9 passeggeri e due persone di equipaggio. Per il momento, il velivolo è concepito unicamente come mezzo di trasferimento di tipo executive, senza le limitazioni di un aereo convenzionale nell'atterraggio, date le sue capacità VTOL (Vertical Take Off and Landing).

## Utilizzatori
Emirati Arabi Uniti
- Al-Imarat al-'Arabiyya al-Muttahida - 3 esemplari (più tre opzioni) ordinati a novembre 2015, con consegne a partire dal 2019.[14]

## Costo

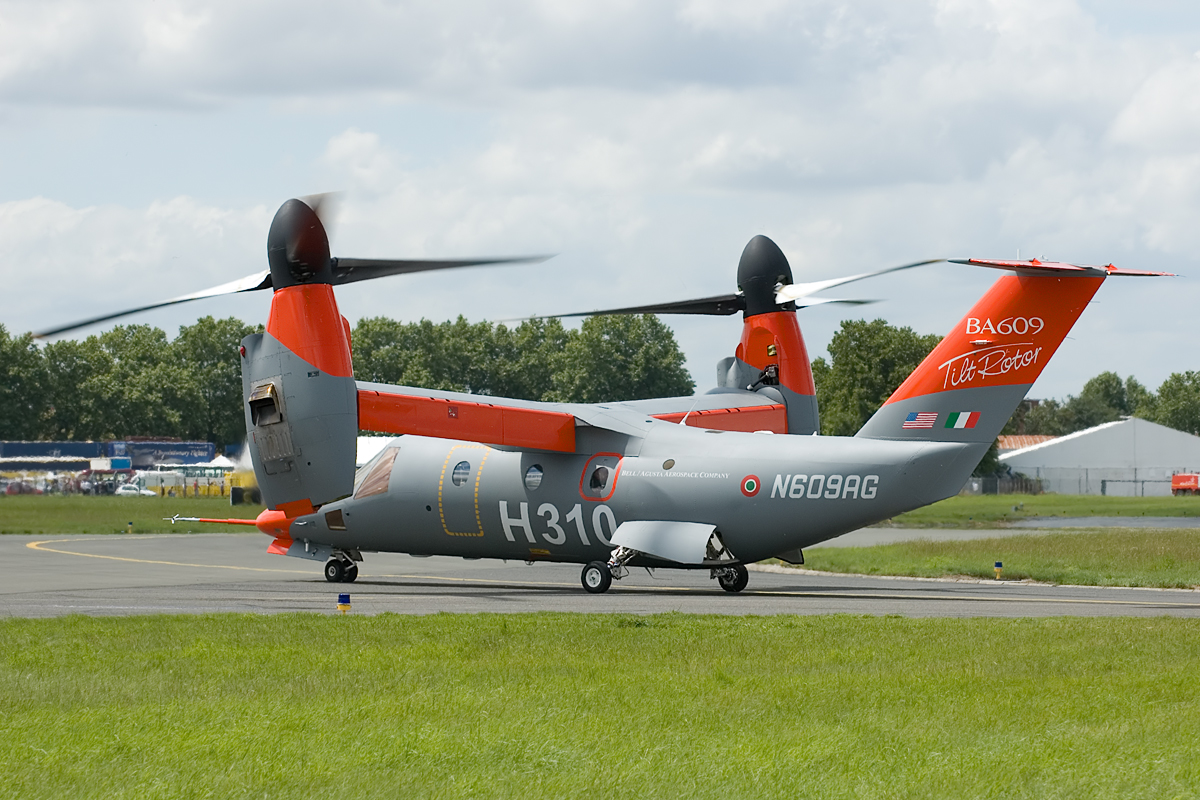
Un altro dettaglio del AW-609 ripreso al Paris Air Show 2007

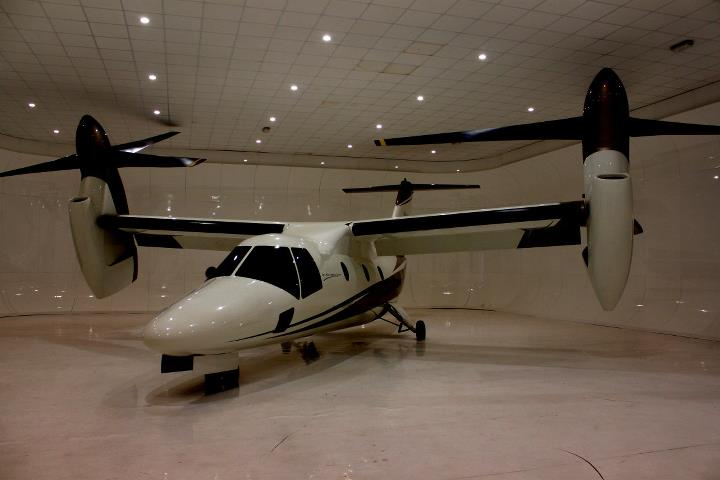
AW609 presso il museo del volo Volandia

Il costo di un velivolo non è stato reso pubblico; al momento vengono accettati anticipi per prenotare il diritto d'acquisto. Il prezzo finale verrà annunciato almeno 24 mesi prima della prima consegna. Le dichiarazioni ufficiali al riguardo sono:
- «Almeno 10 milioni di dollari.» - Terry Stinson, allora presidente e AD della Bell Helicopters, nel 2001.[15]
- «I primi ordinativi sono stati accettati ad un prezzo compreso tra 8 e 10 milioni di dollari, da rivalutare nell'anno della consegna. Escludendo questi primi esemplari già assegnati, per gli ordini accettati a partire dal 1999, i prezzi finali verranno comunicati con 24 mesi di anticipo rispetto alla consegna.» - Don Barbour, allora direttore del marketing, nel 2004.[16]

## Incidenti
Il 30 ottobre 2015, uno dei prototipi (marche N609AG) è precipitato fra Santhià e Tronzano, in provincia di Vercelli, causando la morte dei due piloti collaudatori, l'italiano Pietro Venanzi e lo statunitense Herbert Gerald (Herb) Moran, entrambi residenti a Varese e da anni dipendenti di AgustaWestland.
Il prototipo si disintegrò a mezz'aria dopo 27 minuti di volo durante un'affondata ad alta velocità, parte delle prove richieste per la certificazione dell'inviluppo di volo. Durante la terza affondata, eseguita a una velocità di 293 nodi (542 km/h), il pilota contrastò (come richiesto dalla normale tecnica di pilotaggio) un piccolo movimento di rollio dell'aeromobile. Le leggi di controllo dell'AW609 prevedono che a un'azione sull'asse di rollio si associ anche un'azione sull'asse di imbardata, in modo da compensare gli effetti aerodinamici indotti dal rollio (imbardata inversa). L'imbardata, comandata dal sistema di controllo della stabilità dell'AW609, innescò però un violento rollio olandese mai sperimentato prima a velocità inferiori, neanche al simulatore: il fenomeno portò al superamento dei limiti strutturali dell'aeromobile.